# Karmelitenkloster Nürnberg

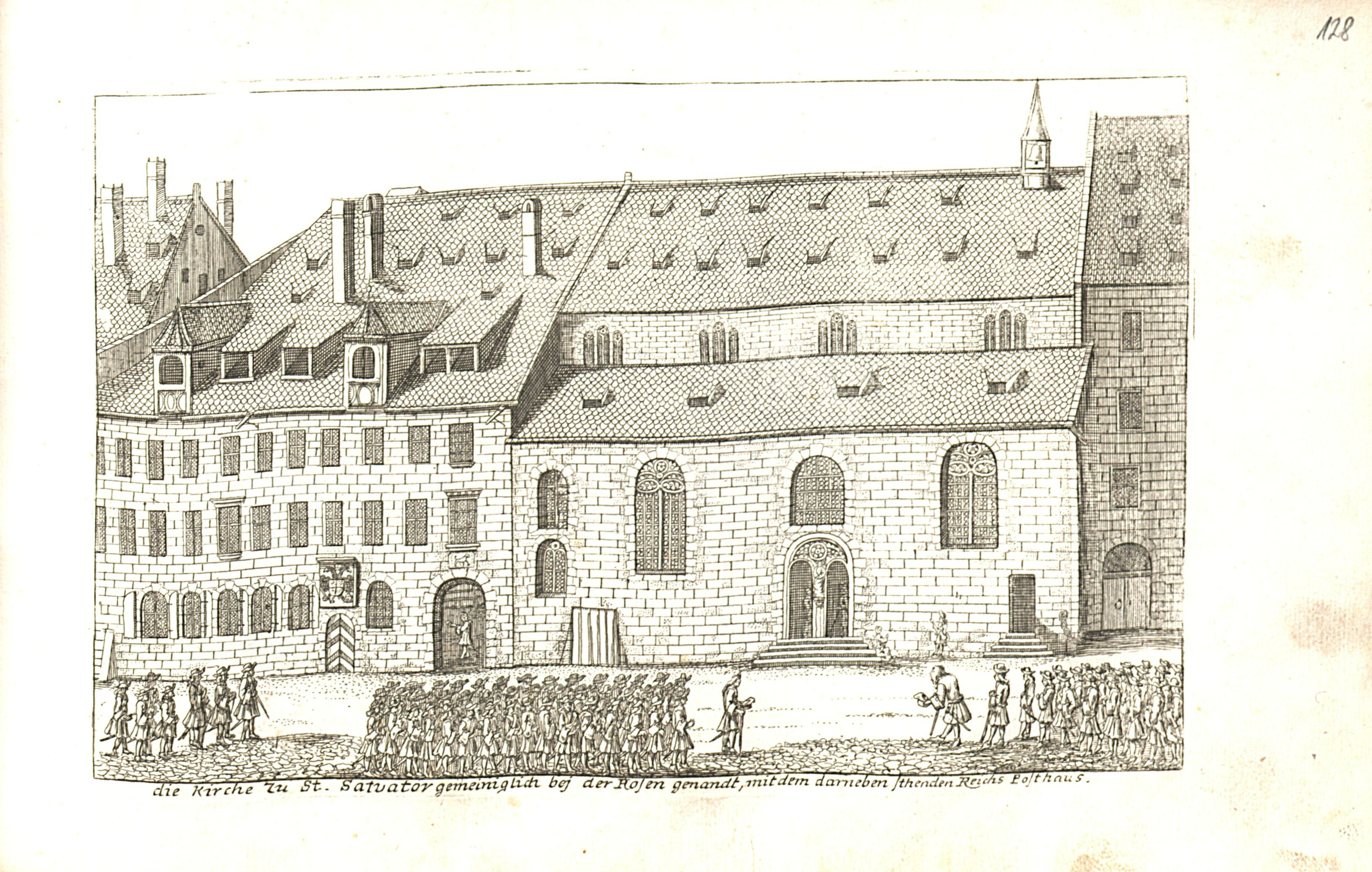
Die ehemalige Klosterkirche und das Gebäude der kaiserlichen Reichspost im 18. Jahrhundert

Das Karmelitenkloster Nürnberg war ein ehemaliges Kloster der Karmeliten in Nürnberg in Bayern in der Diözese Bamberg.

## Geschichte
Die Ordenschronik überliefert das Jahr 1287 für die Gründung des Karmelitenklosters, urkundlich gesichert ist der Nürnberger Karmel seit 1295. Der Name Frauenbrüder geht auf die ausgeprägte Marienverehrung der Karmeliten zurück. Nicht nachzuweisen ist die Stiftung des Grundstücks am ehemaligen Korn- und Rossmarkt durch die Familie Peßler. Der Konvent setzte sich überwiegend aus einfachen Handwerkern zusammen, deren Wohngebiete sich an das Klosterareal anschlossen. Ende des 13. Jahrhunderts wurde vermutlich mit dem Bau von Kloster und Kirche begonnen. Letztere wurde 1340 fertig gestellt. An den Kreuzgang schlossen die Antonius- und die Ottilienkapelle an.
1525 wurden im Zuge der Reformation der Konvent aufgelöst und das Kloster von der Reichsstadt Nürnberg übernommen. Der letzte Prior Andreas Stoß, der Sohn des Nürnberger Bildschnitzers, musste am 19. Mai 1525 mit seinen Mitbrüdern die Stadt verlassen. Kirche und Klostergebäude wurden dem Großen Almosen übergeben. 1526 brachte man 18 Mönche, die das Kloster nicht verlassen wollten, zusammen mit den Mönchen anderer Klöster im Egidien- und Karthäuserkloster unter. Spätere Versuche der Ordensleitung, das Kloster wiederzugewinnen, scheiterten.
1555 kaufte Gilg Ayrer das Klosterareal mit Ausnahme des Kirchenschiffs, des Kellers und der Ausstattung für 5700 Gulden. Er ließ den Chorraum der Kirche zu einem Saal umbauen. Die Kapellen wurden als Handelsgewölbe genutzt, das Langhaus der Kirche diente als Abstellraum. Kurz vor dem Besuch von Kaiser Mattias 1612 in Nürnberg beschrieben Baumeister Hans Jakob Pömer und Georg Schürstab  katastrophale Zustände und empfahlen eine Restaurierung der Kirche. Damals suchte man einen Aufbewahrungsort für die Ehrenpforte, mit der der Herrscher bei seinem Einzug in die Reichsstadt begrüßt werden sollte. Anlässlich des kaiserlichen Besuchs wurde die Karmeliterkirche in Salvatorkirche umbenannt. Nach 1626 fanden wieder Wochengottesdienste statt.

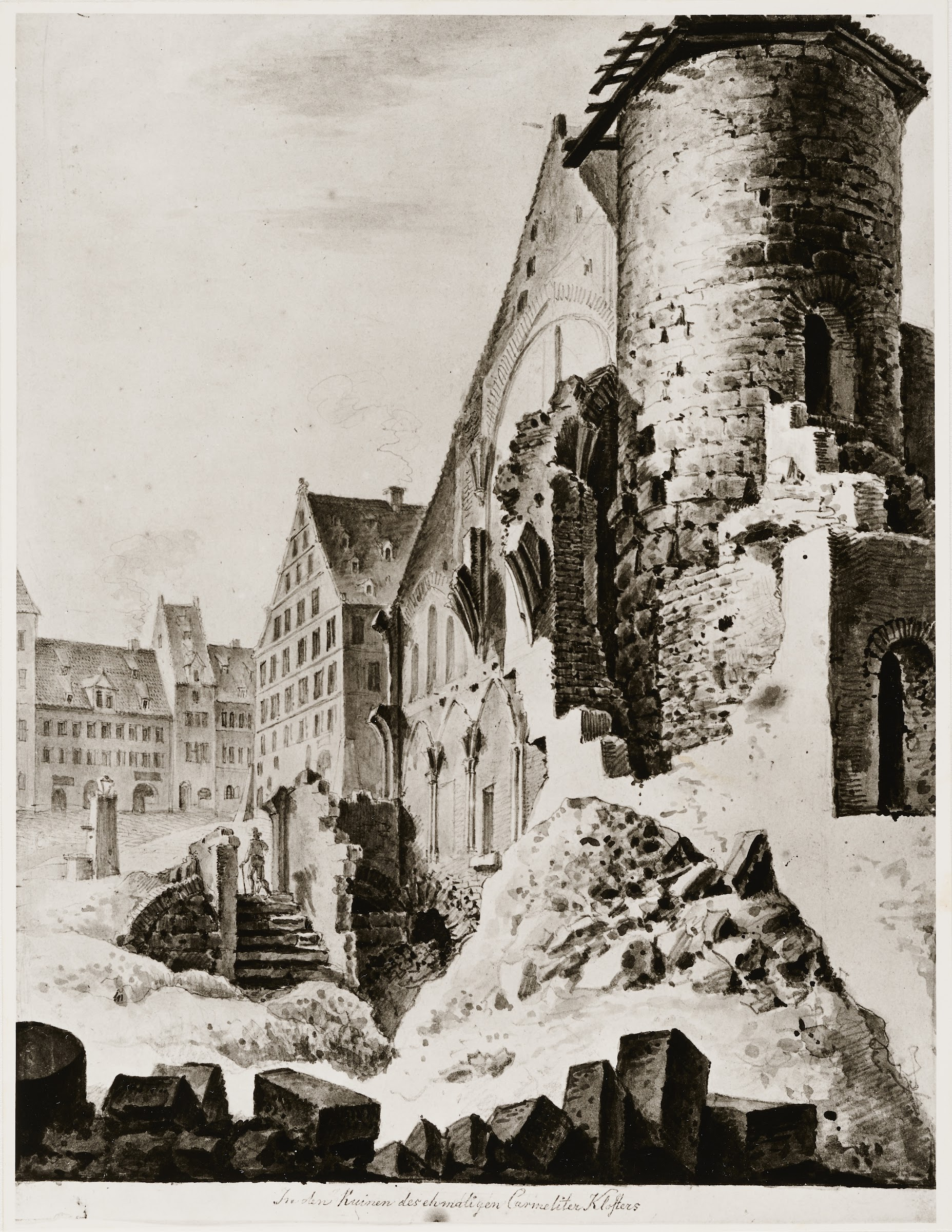
Abriss St Salvator 1817Georg Christoph Wilder
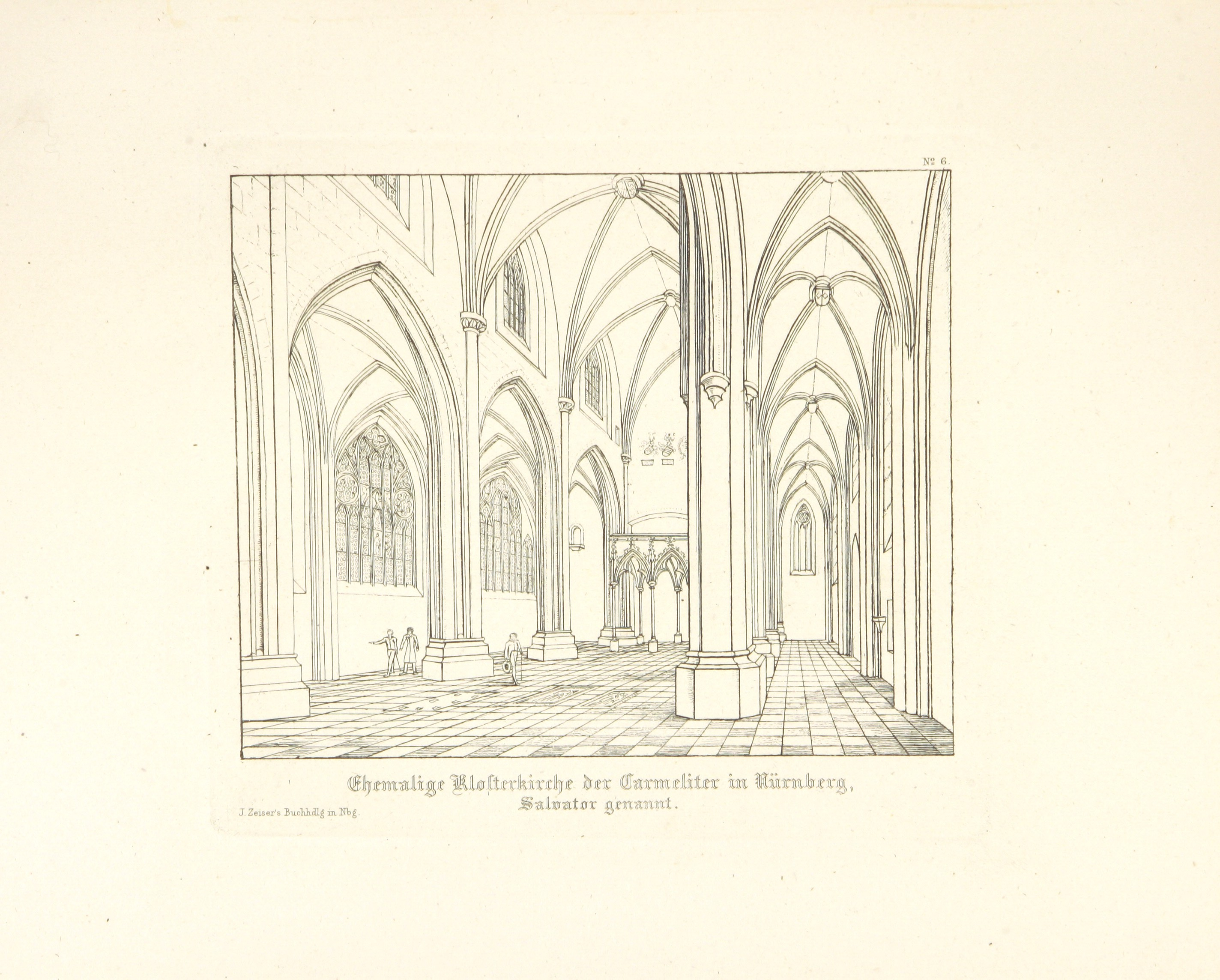
Ehemalige Pfarrkirche der Karmeliter Georg Christoph Wilder
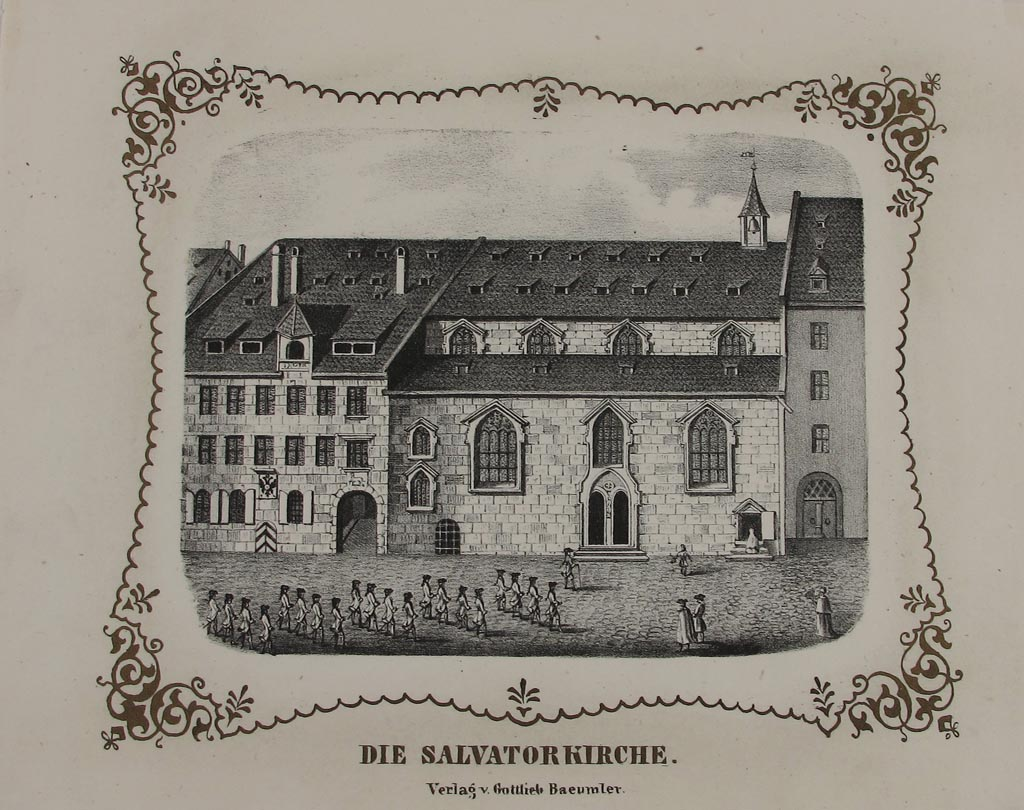
Salvatorkirche Stich bei Gottlieb Bäumler
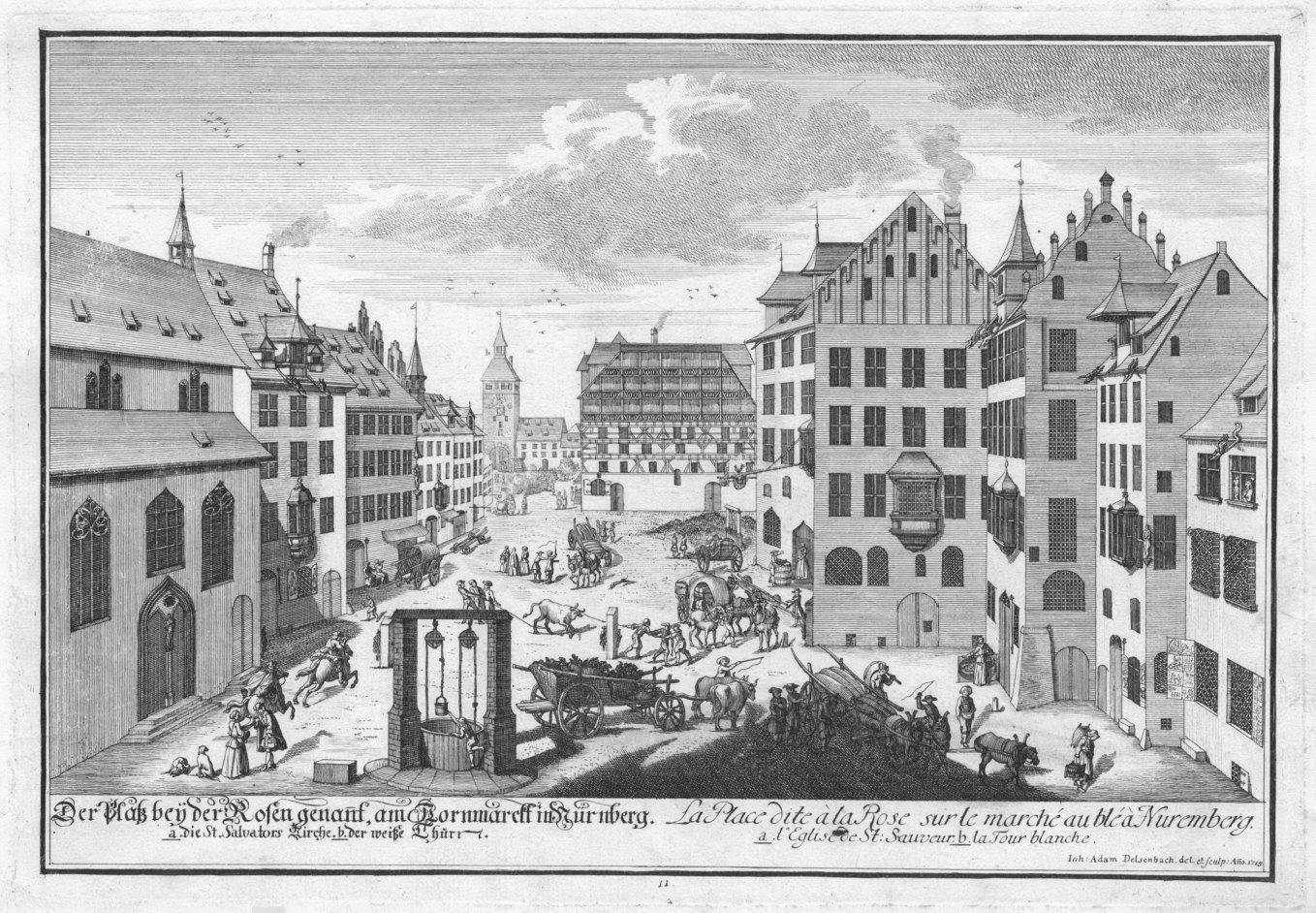
„Der Platz bey der Rosen genannt“, Salvatorkirche links von Johann Adam Delsenbach

1696 pachtete die Thurn und Taxis’sche Post die Konventsgebäude. 1816 ging die Salvatorkirche schließlich in den Besitz des bayerischen Oberpostamtes über. Nach Profanierung der Kirche musste sie 1817 dem Neubau der Königlichen Post weichen. 1905 wurden die letzten Reste der Kirche entfernt. Im Jahr 2003 wurde auf einem Teil des ehemaligen Karmeliterklosters an der Karolinenstraße 36 ein Kaufhaus errichtet.

## Altarretabel

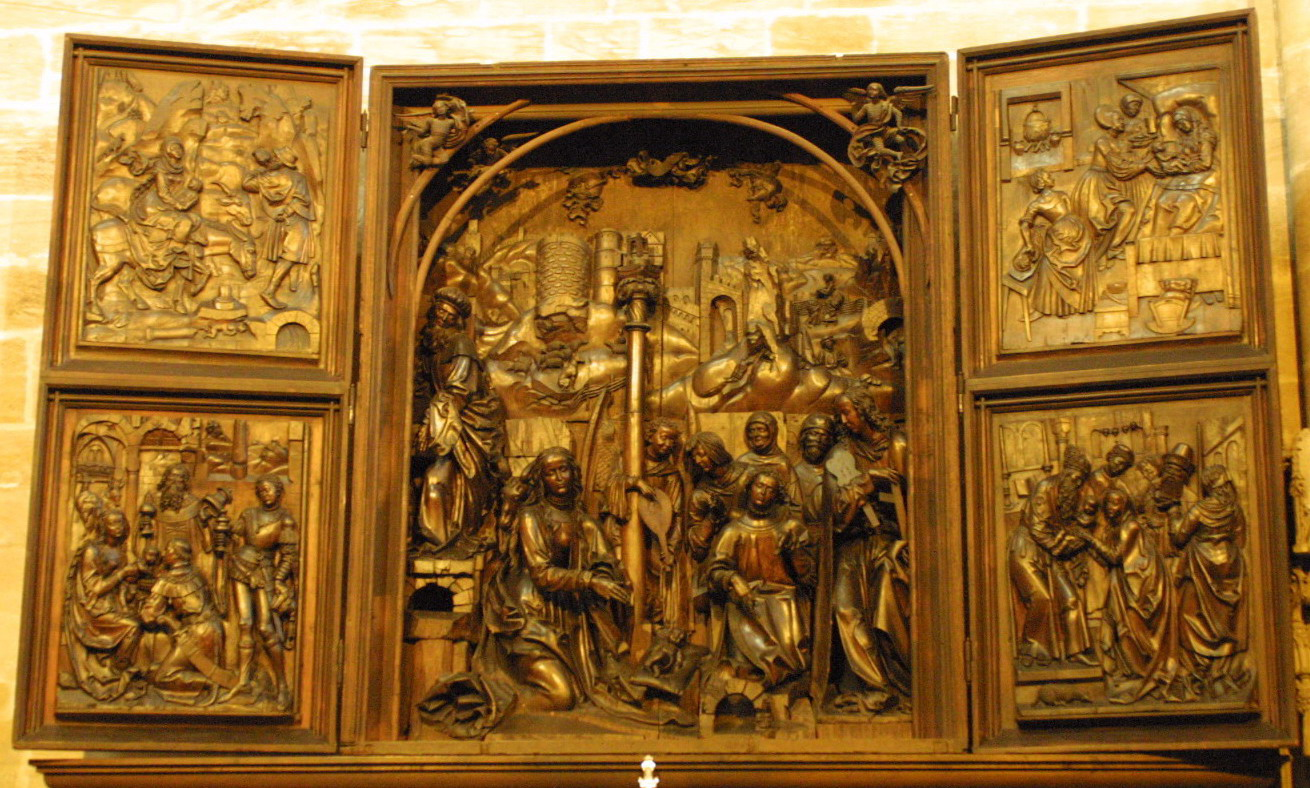
Vei-Stoß-Altar

Andreas Stoß, im Jahr 1520 zum Prior gewählt, gab bei seinem Vater Veit Stoß ein Altarretabel mit dem Leben Mariens in Auftrag. Für die Bezahlung wurden 400 Gulden in jährlichen Raten von 50 Gulden vereinbart. Das Schnitzwerk sollte niemals farbig gefasst und nur an den höchsten Festtagen und Marienfesten geöffnet werden. 1523 fertig gestellt, war es der letzte Altar, der in Nürnberg vor der Reformation geschaffen wurde. Mit der Auflösung des Klosters 1525 kam er an das Große Almosen, dem alle Klostereinkünfte zufielen. Es hätte die rechtlichen Verpflichtungen übernehmen müssen, verweigerte jedoch den noch ausstehenden Betrag von 242 Gulden, weil der Altar „nicht mehr benötigt“ wurde. Schließlich wurde er von den Erben des Veit Stoß an die Obere Pfarre in Bamberg verkauft. Der Mittelteil des Altars befindet sich heute als Leihgabe im Bamberger Dom.